# جرمی پیون
جرمی ساموئل پیون (به انگلیسی: Jeremy Samuel Piven) (متولد ۲۶ ژوئیه ۱۹۶۵) بازیگر آمریکایی است.
او تا به حال سه بار برنده جایزه امی و یک بار برنده جایزه گلدن گلوب شده‌است.
از فیلم‌ها یا برنامه‌های تلویزیونی که وی در آن نقش داشته‌است می‌توان به در جستجوی آزادی اشاره کرد.

## زندگی شخصی
پیون در منهتن زاده شد و در ایلینوی در حومه شمالی شیکاگو، ایلینوی بزرگ شد. در ابتدا بعد از فارغ‌التحصیلی به بازی در تئاتر پرداخت. بعد از آن به بازی در مجموعه‌های تلویزیونی روی آورد و سپس با بازی در چند فیلم سینمایی وارد سینما شد.
از بهترین فیلم‌هایی که او بازی کرده می‌توان به مرد خانواده، آقای سلفریج، بلک هاک داون و آس‌های دودی اشاره کرد.
او همچنین در فیلم‌های بچه‌های جاسوس ۴، اوضاع خیلی بد، هیئت منصفه فراری، تاج فرشته‌ها، دکتر جکیل و خانم هاید، اجناس، یک تابستان دیوانه، گراس پوینت بلنک، من با تو ذوب میشم و موسیقی از اتاقی دیگر بازی کرده‌است.